# Marcelino Cardalliaguet Quirant
Marcelino Cardalliaguet Quirant (Ávila, 1937-Cáceres, 2020) fue un profesor, historiador y político español.

## Biografía
Nacido 3 de julio de 1937 en Ávila, fue profesor de la Universidad de Extremadura. Como político fue concejal en Zafra y en Cáceres, además de ocupar el cargo de diputado provincial de Badajoz. Autor de diversas obras sobre Extremadura, falleció el 29 de diciembre de 2020 en Cáceres.